# Thelasis succosa
Thelasis succosa är en orkidéart som beskrevs av Cedric Errol Carr. Thelasis succosa ingår i släktet Thelasis och familjen orkidéer. Inga underarter finns listade i Catalogue of Life.